# Styrax grandifolium
Styrax grandifolium är en storaxväxtart som beskrevs av William Aiton. Styrax grandifolium ingår i släktet Styrax och familjen storaxväxter. Inga underarter finns listade i Catalogue of Life.